# Luuka Jonesová
Luuka Jonesová (* 18. října 1988 Tauranga) je novozélandská vodní slalomářka, kajakářka závodící v kategorii K1.
Na letních olympijských hrách poprvé startovala v Pekingu 2008, kdy se v závodě kajakářek umístila na 21. místě. O čtyři roky později, na LOH v Londýně 2012, dokončila závod jako čtrnáctá. Největšího úspěchu dosáhla v Riu 2016, kde vybojovala stříbrnou medaili.